# Greatest Hits: Back to the Start
Greatest Hits: Back to the Start je druhé best-of album americké thrashmetalové skupiny Megadeth. Vydavatelství Capitol Records ho vydalo 28. června 2005. Název „Back to the Start“ je odkaz na text písně „Rust in Peace… Polaris“ z alba Rust in Peace: „The day of final conflict/All pay the price/The third World War rapes peace/Takes life back to the start“.

## Zákulisí a vydání
Výběr písní na albu byl výrazně ovlivněn fanoušky, kteří hlasovali v anketách na oficiálních webových stránkách skupiny. Na zahrnutí písně „Kill the King“, která již vyšla na předchozím best-of albu Capitol Punishment: The Megadeth Years, trval Dave Mustaine. K propagaci alba byl právě k písni „Kill the King“ nahrán videoklip.

## Komerční úspěch
Album se dostalo na 65. pozici amerického žebříčku Billboard 200 a do 16. prosince se jen v USA se prodalo přes 133 000 nosičů. V Kanadě získalo ocenění Zlatá deska s více než 40 000 prodaných nosičů. Skupina ocenění převzala 23. července 2011 v Torontu.

## Hodnocení
Jason Birchmeier z AllMusic album hodnotil jako vyváženější výběr z tvorby skupiny pod vydavatelstvím Capitol Records, než jen několik skladeb z prvních alb.

## Seznam skladeb
| Pořadí         | Název                         | Původní album                                        | Délka |
| -------------- | ----------------------------- | ---------------------------------------------------- | ----- |
| 1.             | Holy Wars… The Punishment Due | Rust in Peace (1990)                                 | 6:32  |
| 2.             | In My Darkest Hour            | So Far, So Good… So What! (1988)                     | 6:26  |
| 3.             | Peace Sells                   | Peace Sells… but Who's Buying? (1986)                | 4:02  |
| 4.             | Sweating Bullets              | Countdown to Extinction (1992)                       | 5:26  |
| 5.             | Angry Again                   | Poslední akční hrdina (1993) (Soundtrack)            | 3:47  |
| 6.             | À Tout le Monde               | Youthanasia (1994)                                   | 4:25  |
| 7.             | Trust                         | Cryptic Writings (1997)                              | 5:12  |
| 8.             | Kill the King                 | Capitol Punishment: The Megadeth Years (2000)        | 3:42  |
| 9.             | Symphony of Destruction       | Countdown to Extinction                              | 4:06  |
| 10.            | Mechanix                      | Killing Is My Business… and Business Is Good! (1985) | 4:21  |
| 11.            | Train of Consequences         | Youthanasia (1994)                                   | 3:30  |
| 12.            | Wake Up Dead                  | Peace Sells… but Who's Buying? (1986)                | 3:38  |
| 13.            | Hangar 18                     | Rust in Peace (199é)                                 | 5:12  |
| 14.            | Dread and the Fugitive Mind   | The World Needs a Hero (2001)                        | 4:23  |
| 15.            | Skin o' My Teeth              | Countdown to Extinction (1992)                       | 3:15  |
| 16.            | She-Wolf                      | Cryptic Writings (1997)                              | 3:39  |
| 17.            | Prince of Darkness            | Risk (1999)                                          | 6:28  |
| Celková délka: | Celková délka:                | Celková délka:                                       | 78:04 |

## Sestava
- Dave Mustaine – vokály a doprovodná kytara na všech skladbách
- Marty Friedman – sólová kytara na skladbách 1, 4–7, 9, 11, 13 a 15–17
- Chris Poland – sólová kytara na skladbách 3, 10 a 12
- Al Pitrelli – sólová kytara na skladbách 8 a 14
- Jeff Young – sólová kytara na skladbě „In My Darkest Hour“
- David Ellefson – baskytara na všech skladbách
- Nick Menza – bicí na skladbách 1, 4–7, 9, 11, 13 a 15–16
- Gar Samuelson – bicí na skladbách 3, 10 a 12
- Jimmy Degrasso – bicí na skladbách 8, 14 a 17
- Chuck Behler – bicí na skladbě „In My Darkest Hour“